# Sueño (The Sandman)
Sueño (en inglés: Dream) es el protagonista de la historieta The Sandman, escrita por Neil Gaiman y publicada por el sello editorial Vertigo de DC Comics. Apareció por primera vez en The Sandman #1 en enero de 1989, creado por Neil Gaiman y el artista Sam Keith.
Es uno de los Siete Eternos, encarnaciones de aspectos de la vida, más poderosos y antiguos que los dioses. Sueño es tanto Señor como personificación de todos los sueños e historias, es decir, todo aquello que no tiene lugar en la realidad. Ha tomado muchos nombres, incluyendo Morfeo y Oniros, y su apariencia puede cambiar dependiendo de la persona que lo esté mirando. 
Sueño fue nombrado el sexto mejor personaje de cómic por la revista Empire y fue interpretado por Tom Sturridge en la serie de televisión The Sandman producida por Netflix.

## Creación del personaje
Sueño es el protagonista de la historieta The Sandman, que surgió de una propuesta del escritor Neil Gaiman para revivir la serie de DC Comics de 1974 The Sandman, escrita por Joe Simon y Michael Fleischer con arte de Jack Kirby y Ernie Chua. Gaiman le mencionó esta propuesta a Karen Berger, editora de DC Comics, que meses después le ofreció trabajar en un título para la editorial. Gaiman recordó:
Dije: «Um... sí. Sí. Definitivamente. ¿Cuál es la trampa?» Berger dijo: «Solo hay una. Nos gustaría un nuevo Sandman. Conserva el nombre. Pero el resto depende de ti».
Gaiman formó la apariencia de Sueño a partir de una imagen inicial:
[...] un hombre, joven, pálido y desnudo, encarcelado en una celda diminuta, esperando hasta que sus captores fallecieron... mortalmente esbelto, con largo cabello oscuro, y ojos extraños.
El atuendo negro del personaje fue modelado por Gaiman tomando como referencia una ilustración de un kimono japonés así como su propio guardarropa.

## Características

### Apariencia
Morfeo toma usualmente la apariencia de un hombre alto y muy delgado, con la piel blanca y el pelo alborotado y negro, generalmente vestido de noche con ropas amplias que lo hacen parecer un mago, aunque esto puede variar mucho. Sus ojos siempre son iguales, absolutamente negros con un punto luminoso en el centro, usualmente blanco pero que puede aparecer también rojo. Su vestimenta suele tener llamas dibujadas en la base.
La apariencia de Morfeo varía enormemente, dependiendo de la persona que lo esté mirando, adaptándose al área y era. En África, por ejemplo, toma la imagen de un hombre negro con ojos de estrellas, y cuando habla con gatos o con Bast, suele transformarse en un gato grande negro, o en un híbrido con cabeza de gato. El Detective Marciano, por ejemplo, lo ve como una calavera llameante en «Pasajeros», recopilado en el tomo Preludios y Nocturnos En el especial Dream Hunters, Morfeo se aparece como un japonés a un monje budista y como un zorro para un Kitsune. Sin embargo, en Estación de Nieblas, se aparece con el mismo aspecto para todos los dioses reunidos en su castillo. No queda claro si su apariencia está determinada por las expectativas de aquel que lo mira, o si él mismo elige mostrarse de estas formas. Lo que se sabe es que deliberadamente modifica su aspecto para aparecer en el mundo de la vigilia, para parecer menos conspicuo.
En situaciones de peligro, viste un yelmo hecho con la calavera y la espina dorsal de un dios enemigo muerto. Este yelmo, que recuerda una máscara antigás, es también su signo en las galerías de otros eternos, y aparece en los sueños de Wesley Dodds.

### Habla
El habla de Morfeo usualmente se encierra en nubes irregulares negras con bordes y letras blancas: el texto está escrito en minúsculas en un notorio contraste con el diálogo de otros personajes, que suele estar en mayúscula, encerrado en un globo de texto blanco y con letras negras.

## El Sueño
Morfeo vive en un castillo en el corazón de su reino, el Sueño. Tanto el castillo como su reino es mutable, y cambia a menudo durante la serie, generalmente a su voluntad, aunque el reino en sí mismo es una extensión de Morfeo, cuya resistencia al cambio es un tema habitual a lo largo de la historieta. Morfeo mantiene tanto el castillo como el reino en una forma a la vez agradable y terrorífica, tal como él mismo. Esto refleja la dualidad de los sueños como lugares de placer y de temor.
Morfeo es el único de los eternos al cual se lo ve poblar su reino con seres vivos que hablan, muchos de ellos antiguos personajes de ficción y mitología. Esto incluye a los narradores de cómics de horror de DC como, e ideas mitológicas como, un sueño del paraíso de los marineros que emula a G. K. Chesterton cuando toma forma humana. Él recluta y crea (o recrea) siervos para llevar a cabo tareas que él podría llevar a cabo con facilidad, incluyendo la reorganización del castillo y la custodia de sus puertas. Aunque nunca se explicita en la serie, Gaiman ha dicho que él siempre ha asumido que Morfeo ha estado alguna vez solo en el Sueño y que lo pobló porque quería compañía.
Además de Morfeo, el habitante más importante del Sueño es Lucien, que fue el primero de los Cuervos de Sueño y que es ahora el Bibliotecario. Sueño le ha dado a Lucien la autoridad de manejar varios asuntos en el Sueño en varias ocasiones cuando debe viajar al mundo de la Vigilia o a otros reinos. El personaje apareció originalmente en el cómic del año 1970 Tales of Ghost Castle de DC, que duró solo por tres números (y que presumiblemente fuera asesinado en Secrets of Haunted House #44). Lucien y Caín ya que ambos fueron diseñados originalmente por el mismo artista.
Otros habitantes reconocidos son:
- Un espantapájaros con cabeza de calabaza de Halloween llamado Mervyn generalmente vestido como un conserje que ayuda al mantenimiento físico del Sueño y el Castillo.
- Un hada llamada Nuala cuyo amor por Morfeo no es correspondido, y que juega un involuntario papel en su muerte.
- Un cuervo llamado Matthew, que viaja a través de la vigilia bajo las órdenes de Morfeo, generalmente como explorador o espía. Matthew fue antes un hombre, Matthew Cable, y un personaje en la serie de DC Swamp Thing, que murió en el Sueño. como nuevo habitante del Sueño, Gaiman usa a Matthew como forma para explicar alguna información a los lectores.[12]

El Reino de Morfeo generalmente está lleno de criaturas que en ese momento están soñando, aunque muchas veces esto solo aparezca como ambientación. Varias historias de la línea de DC Vertigo han aparecido en el Sueño, la más notable de las cuales es la historieta The Dreaming (con la autora en jefe Alisa Kwitney), la forma en inglés del reino de Morfeo.

## Aspectos de Sueño
Los eventos de Las Benévolas y El Velatorio revelan que Morfeo es sólo un aspecto de Sueño de los Eternos. Después de su muerte, el niño Daniel Hall se transfigura en un nuevo aspecto de Sueño, físicamente muy similar a Morfeo pero con pelo y ropas predominantemente blancos. Tal muerte y renacimiento no resulta nueva para los Eternos: Desespero es también un segundo aspecto. Un personaje del velorio de Morfeo pregunta perplejo qué fue exactamente lo que murió, a lo cual Abel responde que están velando «u-un punto de vista». El nuevo Sueño dictamina que se use el nombre «Morfeo» sólo para su predecesor.

## Sueño y Mitología
El especial de Sandman #1 indica que Morfeo es el mismo dios que ha aparecido en la mitología griega con ese nombre (en el Universo DC, otra versión de este dios, claramente no Sueño, aparece en Wonder Woman 11, escrito por George Pérez en diciembre de 1987 - la relación de esta figura, un hombre viejo vestido de púrpura parecido a Agatha Harkness, con Sueño de los Eternos es desconocida). Morfeo el padre del héroe griego Orfeo junto con la musa Calíope, y una vez patrono de Aristeas de Mármora, tomando el rol tradicional de Apolo, con quien es habitualmente confundido.
En The Sandman, las referencias mitológicas son numerosas, y muchas veces se toman aspectos de mitologías existentes como elementos de la trama. En la serie, se indica que los dioses de todas las mitologías existen, y que fueron originalmente parte del Sueño, hasta que les dejan de rezar y de creer en ellos, cuando mueren y retornan al Sueño para su viaje final.

## En la Continuidad de DC
Desde la creación de Vertigo (en sí misma debido al incremento del éxito de muchas series maduras de DC Comics tales como Swamp Thing, Watchmen, Hellblazer y The Sandman), los personajes ocultistas o de horror de DC como Morfeo se han ido alejando de la continuidad de DC y de cada una de las demás. Sueño originalmente comenzó como un personaje del Universo DC capaz de interactuar con superhéroes, y varias versiones de Sueño han aparecido en números de superhéroes escritos por Keith Giffen y Grant Morrison, así como en los propios Libros de la Magia de Gaiman, y en un número de Swamp Thing escrito por Rick Veitch(donde encuentra a Matthew Cable). Morfeo también aparece brevemente cuando Kevin Smith se hace cargo de Green Arrow en un recuerdo en el que se lo muestra en el sótano de Alexander Burgess, todavía aprisionado por la jaula de cristal de Roderick Burgess. También ha aparecido ocasionalmente como la inspiración del personaje de la Edad Dorada Sandman (Wesley Dodds) en las páginas de Sandman Mystery Theatre, recientemente a aparecido en el evento metal advirtiendo a batman y luego rescatando a este y a Superman del multiverso oscuro

## Apariciones
Nota: Sueño no aparece en cada número de The Sandman y raras veces es el protagonista de las historias. Muchas veces, aparecen varios personajes relacionados con él en los números posteriores, o dentro de la historieta se da preeminencia a otras historias relacionadas de alguna forma con el Sueño.
- The Sandman (vol. 2) 1-2 (enero–febrero de 1989)
- Hellblazer 19 (junio de 1989)
- Swamp Thing (vol. 2) 84 (marzo de 1989)
- The Sandman (vol. 2) 3-19 (marzo de 1989- septiembre de 1990)
- Los Libros de la Magia 3 (febrero de 1991)
- The Sandman (vol. 2) 21-31 (diciembre de 1990-octubre de 1991)
- The Sandman Special 1 (noviembre de 1991)
- The Sandman (vol. 2) 32 (noviembre de 1991)
- The Sandman (vol. 2) 36-37 (abril–mayo de 1992)
- Vertigo Preview 1 (1992)
- The Sandman (vol. 2) 38-40 (junio–agosto de 1992)
- Ambush Bug Nothing Special one-shot (septiembre de 1992)
- The Sandman (vol. 2) 42-49 (octubre de 1992- mayo de 1993)
- Sandman Mystery Theatre 1 (abril de 1993)
- The Sandman (vol. 2) 50-51 (junio –julio de 1993)
- The Sandman (vol. 2) 53-54 (septiembre - octubre de 1993)
- The Sandman (vol. 2) 56 (diciembre de 1993)
- Vertigo Jam 1 (agosto de 1993)
- The Sandman (vol. 2) 57-61 (enero de 1993- julio de 1994)
- Sandman Mystery Theatre 12 (marzo de 1994)
- The Sandman (vol. 2) 63-69 (agosto de 1993- julio de 1995)
- Sandman Mystery Theatre 22 (enero de 1995)
- Sandman Mystery Theatre 25 (abril de 1995)
- Sandman Midnight Theatre (septiembre de 1995)
- The Sandman (vol. 2) 73-75 (diciembre de 1995-marzo de 1996)
- JLA 22-23 (septiembre – octubre de 1998)
- Sandman Mystery Theatre 68 (diciembre de 1998)
- Sandman Mystery Theatre 70 (febrero de 1999)
- Sandman: The Dream Hunters (1999)
- The Sandman Presents: Love Street 3 (septiembre de 1999)
- Muerte: En las Puertas de la Muerte (2000)
- The Little Endless Storybook (2001)
- Green Arrow (vol. 3) 9 (diciembre de 2001)
- Lucifer 21 (febrero de 2002)
- Lucifer 31 (diciembre de 2002)
- The Sandman: Noches Eternas (2003)
- JSA 80 (febrero de 2006)
- Lucifer 75 (agosto de 2006)
- The Sandman: The Dream Hunters 1-4 (enero – abril de 2009)
- The Sandman: Overture #1-4 (diciembre de 2013 — presente)

El yelmo de Sueño tiene un breve cameo en Sandman Mystery Theatre #17, cuando se ven las variaciones de la máscara de Wesley Dodds.